# 花椰菜革命

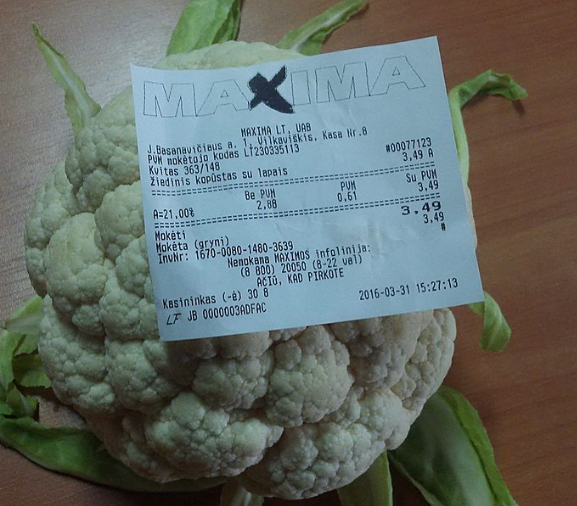
花椰菜的價格

花椰菜革命是在2016年由立陶宛西南部維爾卡維什基斯居民發起的自發性抗議行動，旨在抗議立陶宛加入歐元區後物價高漲的情形。
事件的開端是有一位居民在維爾卡維什基斯的Maxima超市買了一顆3.49歐元的花椰菜，之後將照片放在Facebook上。2015年時立陶宛已使用歐元，而大家已針對使用歐元後快速上漲的物價以及增長緩慢的薪資有許多的討論，因此有上萬人分享這張照片，成為網絡爆紅圖片。5月10日到12日間舉行了三天的自發性抵制活動，對象是立陶宛的四家連鎖超市（佔立陶宛食物供應量的80%），分別是Maxima、Iki、Rimi和Norfa。

## 意見

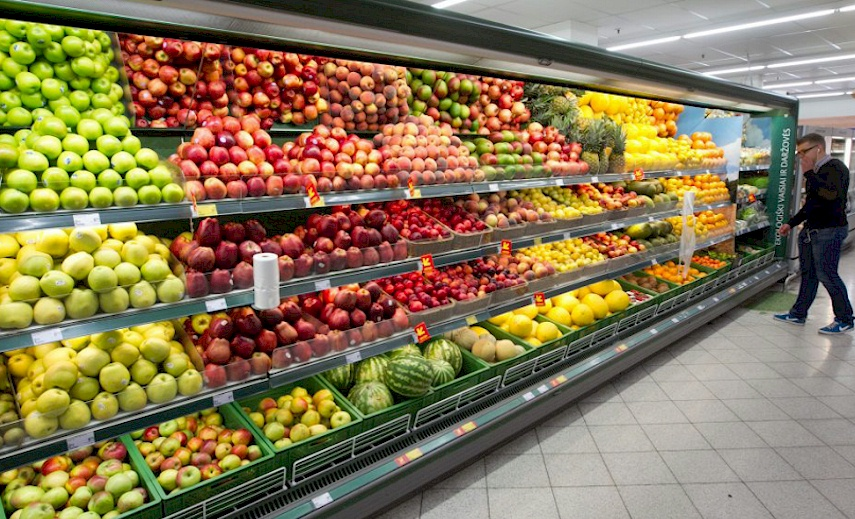
在抗議期間，超市的食物區很少顧客

立陶宛的首相阿尔吉尔达斯·布特凯维丘斯針對此議題回應，認為不該為此責怪歐元區：「大部份貨物都是從歐元區進口，因此價格波動應該是因為歐元以外的原因，例如市場挑戰、收成不佳等因素。」瑞典銀行的首席經濟學家內瑞斯·馬丘利斯（Nerijus Maciulis）認為花椰菜的漲價是因為季節性的抬價所造成。